# Dyrines striatipes
Espèce
Synonymes
- Drances striatipes Simon, 1898
- Dyrines lineatipes Petrunkevitch, 1925

Dyrines striatipes est une espèce d'araignées aranéomorphes de la famille des Trechaleidae.

## Distribution
Cette espèce se rencontre au Guyana, au Venezuela et au Panamá.

## Description
La femelle holotype mesure 6,5 mm.

## Publication originale
- Simon, 1898 : Descriptions d'arachnides nouveaux des familles des Agelenidae, Pisauridae, Lycosidae et Oxyopidae. Annales de la Société entomologique de Belgique, vol. 42, p. 1-34 (texte intégral).